# مارك فلوري
مارك فلوري (بالفرنسية: Marc Fleury)‏ هو عالم حاسوب ومهندس فرنسي، ولد في 1968 في باريس في فرنسا.